# Son of Frankenstein
Son of Frankenstein és una pel·lícula de terror estatunidenca del 1939 dirigida per Rowland V. Lee i protagonitzada per Basil Rathbone, Boris Karloff i Bela Lugosi. La pel·lícula és la tercera de la Frankenstein de Universal Pictures' i és la continuació de la pel·lícula de 1935 La núvia de Frankenstein. Son of Frankenstein és protagonitzada per Rathbone com a Baró Wolf von Frankenstein que, amb la seva dona Elsa (Josephine Hutchinson) i el seu fill Peter (Donnie Dunagan), tornen a la propietat del seu difunt pare. A prop del castell hi viu Ygor (Bela Lugosi), un ferrer boig que es va trencar el coll en un intent de penjar-se sense èxit. Entre les restes del castell, Frankenstein descobreix les restes del monstre (Boris Karloff) i decideix intentar salvar el seu nom familiar ressuscitant la criatura per demostrar que el seu pare tenia raó. Troba, però, que el monstre només respon a les ordres d'Ygor.
La pel·lícula es va anunciar originalment l'agost de 1938 després d'una reedició cinematogràfica reeixida de Dracula i Frankenstein. Son of Frankenstein es va anunciar inicialment amb el títol After Frankenstein. El guió escrit per Wyllis Cooper va ser rebutjat inicialment i els primers esborranys del guió incloïen només els personatges que s'utilitzarien a la pel·lícula final. El pressupost original es va fixar en 250.000 dòlars, però Lee el va augmentar a 300.000 dòlars i tenia un calendari de rodatge de 27 dies. Les dificultats en la producció van sorgir quan Lee no estava satisfet amb el guió. La producció es va retardar fins al 9 de novembre a causa de les inclemències del temps i altres problemes, i el rodatge es va completar el 5 de gener de 1939, amb un cost final de 420.000 dòlars. La pel·lícula es va estrenar el 13 de gener de 1939 i va rebre crítiques positives de The New York Daily News, The New York Times, Variety i el Monthly Film Bulletin. Una seqüela, The Ghost of Frankenstein, es va estrenar el 1942.

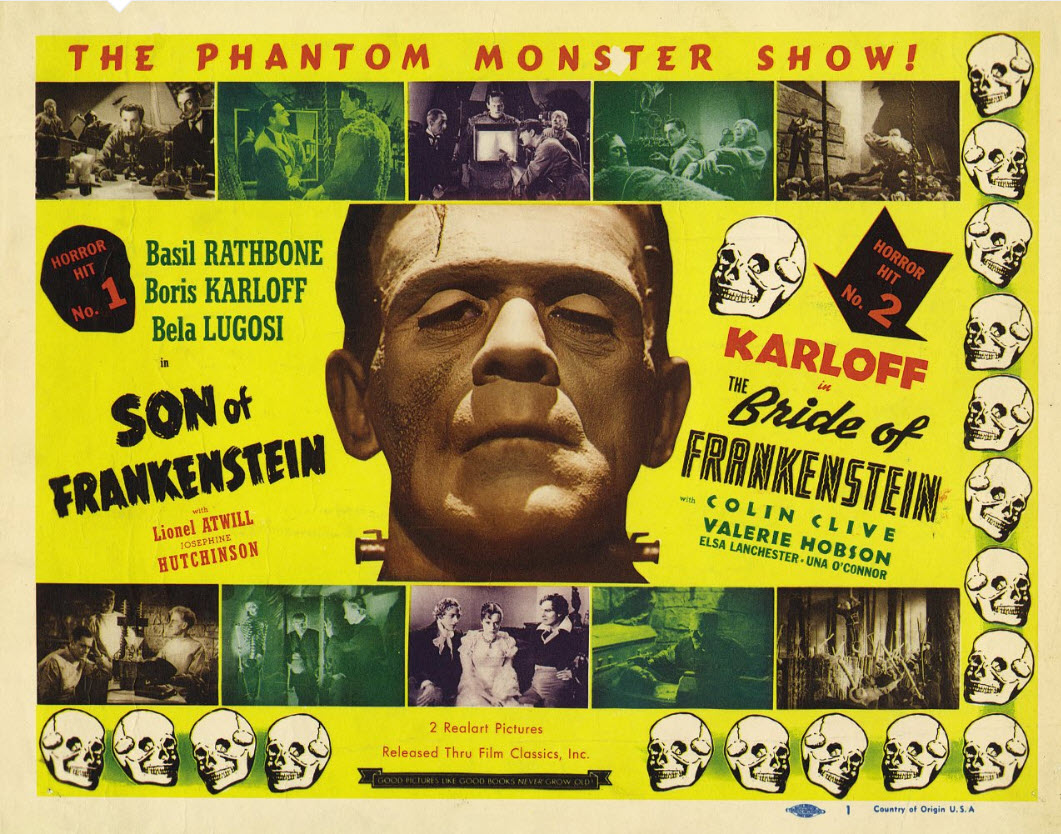
Targeta publicitària de la pel·lícula

## Trama
El baró Wolf von Frankenstein, fill de Henry Frankenstein, es trasllada amb la seva dona Elsa i el seu fill petit Peter al castell familiar. Wolf vol redimir la reputació del seu pare, però troba que això serà més difícil del que pensava després de trobar-se amb l'hostilitat dels vilatans, que el ressenten per la destrucció del monstre del seu pare fa anys. L'únic altre amic de Wolf és l'inspector de la policia local Krogh, que porta un braç artificial perquè la criatura de Frankenstein li va arrencar el braç real quan era un nen. Mentre investigava el castell del seu pare, en Wolf coneix l'Ygor, un ferrer amargat que va sobreviure a ser penjat per robar tombes i com a resultat té un coll deformat. Wolf troba el cos en coma del monstre a la cripta on van ser enterrats el seu avi i el seu pare; el sarcòfag del seu pare porta la frase "Heinrich von Frankenstein: Creador de monstres" escrita amb guix. Decideix reviure el monstre per demostrar que el seu pare tenia raó i per restaurar l'honor a la seva família. Wolf utilitza una torxa per ratllar la paraula "Monstres" a l'arca i escriu "Homes" a sota.

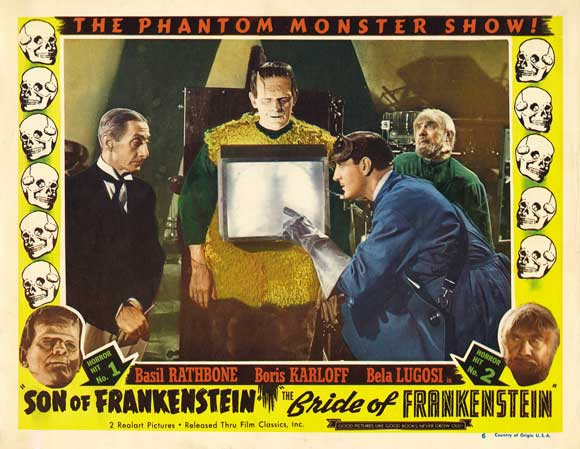

Wolf reviu el monstre, però només respon a les ordres d'Ygor i comet una sèrie d'assassinats, les víctimes dels quals van ser jurats al judici d'Ygor. Krogh sospita fermament que Wolf ha creat un monstre assassí similar al del seu pare a causa de les marques als cossos de les víctimes, però Wolf ho nega i intenta incriminar a Ygor com l'assassí. Krogh no creu que Ygor sigui l'assassí i així arresta Wolf per la desaparició del majordom de la família Frankenstein, Benson. Llavors Krogh ordena a Wolf que no abandoni el castell. No obstant això, Wolf està decidit a llençar l'Ygor de la seva propietat i comença a buscar-lo al castell. Més tard, Wolf troba l'Ygor al laboratori del castell i li dispara després que Ygor l'amenaci amb un martell. Ygor s'ensorra, aparentment mort. El monstre segresta el fill de Wolf per venjar-se, però no pot decidir-se a matar el nen. Krogh i Wolf persegueixen el monstre fins al laboratori on es produeix una lluita durant la qual el monstre treu el braç fals d'en Krogh. Wolf es balanceja amb una cadena i llança el monstre a un pou de sofre fos sota el laboratori, salvant el seu fill. Wolf deixa les claus del castell de Frankenstein als vilatans, que acudeixen a animar la família quan marxen en tren.

## Repartiment
- Basil Rathbone com a Baró Wolf von Frankenstein, el fill d'Henry Frankenstein que arriba al castell de Frankenstein per recollir l’herència del seu difunt pare.
- Boris Karloff com a Monstre, la Creació d'Henry que ha perdut la seva capacitat de parlar i ara està sota el control d'Igor.
- Bela Lugosi com a Igor, el nou "amic" del Monstre que el controla i l'utilitza per matar els homes que el van penjar i intenta fer xantatge a Wolf.
- Lionel Atwill com a Insp. Krogh, l'inspector de la ciutat que sospita dels experiments de Wolf.
- Josephine Hutchinson com la baronessa Elsa von Frankenstein, l'esposa de Wolf i la mare de Peter que es preocupa pel que està fent.
- Donnie Dunagan com a Peter von Frankenstein, el fill adolescent de Wolf i Elsa que fa una amistat amb El Monstre.
- Emma Dunn com Amelia, una de les criades de Wolf que té cura d'en Peter.
- Edgar Norton com Thomas Benson, el majordom de Wolf que l'ajuda a curar El monstre.
- Perry Ivins com a Fritz, un dels servents de Wolf
- Lawrence Grant com a burgmestre, l'alcalde de la ciutat que dona la benvinguda a Wolf i la seva família. Grant interpreta el mateix paper que Lionel Belmore va fer a la pel·lícula original i E. E. Clive va interpretar a la núvia de Frankenstein.
- Michael Mark com a Ewald Neumüller, un jurat que va penjar Igor.
- Lionel Belmore com a Emil Lang, un altre jurat que va penjar Igor.
- Gustav von Seyffertitz com a Burgher
- Lorimer Johnston com a Burgher
- Tom Ricketts com a Burgher
- Russ Powell com a Burgher
- Caroline Cooke com a Frau Neumüller, la dona d'Edwald Neumüller
- Ward Bond com a gendarme a la porta
- Harry Cording com a gendarme barbut

## Producció

### Desenvolupament
Després de l'estrena de Dracula's Daughter el maig de 1936, totes les produccions de pel·lícules de terror es van retirar dels horaris de producció d'Universal Pictures. L'estudi va reprendre la producció de pel·lícules de terror després d'una pausa de dos anys amb l'anunci de Son of Frankenstein l'agost de 1938. Inicialment, Universal va considerar tornar a fer les seves pel·lícules anteriors The Old Dark House i The Raven, però en canvi va decidir fer una nova pel·lícula Frankenstein després de l'èxit de la triple factura de Dracula, Frankenstein i Son of Kong al Regina Theatre de Los Angeles a Wilshire Boulevard. Les projeccions al teatre de van omplir els 659 seients durant cinc setmanes, fet que va portar a Universal a reeditar Frankenstein i Dracula en un programa als cinemes dels Estats Units.

### Preproducció
Son of Frankenstein va ser esmentat per primera vegada als diaris comercials el 29 d'agost de 1938, quan un article a The Hollywood Reporter deia que Universal estava negociant un acord de dues pel·lícules de terror amb Boris Karloff, la primera una seqüela de Frankenstein. El 2 de setembre, la revista va informar que Universal havia anunciat la pel·lícula com a After Frankenstein. Bela Lugosi i Basil Rathbone foren anunciats com a membres del repartiment el 20 d'octubre, i el 24 d'octubre, Universal va anunciar a The Hollywood Reporter tenia previst contractar Karloff, Lugosi i Peter Lorre, però aquest últim havia fracassat perquè la companyia no podia demanar prestat Lorre a 20th Century Fox. Segons el comunicat de premsa, Lorre havia rebutjat l'oferta quan va deixar de treballar en pel·lícules de terror per convertir-se en Mr. Moto i "no volia arriscar-se a convertir-se en un altre malvat". Claude Rains també fou considerat breument per al paper de Wolf Frankenstein, que finalment va anar a Rathbone. Lugosi va parlar sobre el paper amb Ed Sullivan poc abans de l'estrena de la pel·lícula, afirmant que va haver d'allargar vuit setmanes de sou més de cent quatre setmanes a causa de la manca de feina. Lugosi va rebre una trucada d'Eric Umann per aparèixer al Regina Theatre per a les projeccions de Dracula, Frankenstein i Son of Kong, i poc després va ser repartit per Son of Frankenstein. Lugosi va dir: "Ho dec tot a aquell home petit del Regina Theatre. Estava mort i em va donar vida". El director Rowland V. Lee va dir que la seva tripulació va deixar Lugosi "treballar en la caracterització; la interpretació que ens va donar va ser imaginativa i totalment inesperada... quan vam acabar de rodar, no hi havia cap dubte en la ment de ningú que va robar el protagonisme. El monstre de Karloff era feble en comparació".
Entre el repartiment hi havia Josephine Hutchinson, que havia signat un contracte de dues pel·lícules amb Universal, apareixent per primera vegada a The Crime of Doctor Hallet. Hutchinson va declarar més tard: "Fer una pel·lícula de Frankenstein és una mica fals, no cal aprofundir massa". El paper de Peter va ser interpretat per Donnie Dunagan, que havia treballat amb Lee a Mother Carey's Chickens. Dunagan va titllar més tard la seva actuació de "corrida" i va dir: "Ells tenen aquest nen allà dins amb aquesta veu forta. No paraven de dir 'Parla!' perquè aleshores no parlava tan fort... I a mesura que parles, sempre s'accentua el teu accent. Així que aquí teniu aquest petit idiota de cap arrissat que corre per aquí amb aquest accent molt profund de Memphis-Texas! Van tenir el coratge de fer-ho".
El director i productor de la pel·lícula va ser Rowland V. Lee, que tenia 45 anys i treballava a la indústria cinematogràfica des dels 19. Va ser la segona pel·lícula de Lee per a Universal. Wyllis Cooper, el creador del programa de ràdio Lights Out, va presentar un guió original de Son of Frankenstein que va ser rebutjat inicialment. Aquest guió, que tenia data del 20 d'octubre de 1938, va involucrar a Wolf, la seva dona Else i el seu fill petit Erwin que van arribar al castell de Frankenstein per reclamar la seva herència. El testament del pare de Wolf estipula que el monstre romangui fora de servei durant almenys 25 anys després de l'explosió de la torre de vigilància abans que es pugui reclamar cap herència. El guió original de Cooper tenia diverses altres referències a La núvia de Frankenstein, incloent-hi la troballa de les restes esquelètiques del Doctor Septimus Pretorius i la Núvia de Frankenstein. El guió continua amb el monstre que va sobreviure a l'explosió al final de la pel·lícula de 1935 i s'enfronta a Wolf perquè li faci un amic, i amenaça de matar a Elsa i Erwin si Wolf desobeeix. L'antagonista de Wolf en aquest guió és l'inspector Neumüllerr, que jura venjança contra el monstre per haver matat el seu pare. Després que Wolf no aconsegueix fer un amic per al monstre utilitzant cadàvers, el monstre roba Erwin, amb la intenció de portar-lo al laboratori i fer-li una cirurgia cerebral. És aturat quan Wolf entra, i Neumüller i les seves forces disparen el monstre, que cau a un pou. Es va canviar el guió per mantenir intactes la majoria dels personatges; Neumuller es converteix en Krogh, que ha perdut un braç en comptes d'un pare, i va canviar el nom del nen pel de Peter. La nova versió també va eliminar la capacitat de parlar del monstre i va afegir el personatge Ygor. La pel·lícula es va establir originalment amb un pressupost de 250.000 dòlars, però aquesta suma es va augmentar a 300.000 dòlars i va rebre un pla de rodatge previst de 27 dies. Lee va pensar breument en rodar la pel·lícula en color, però aquesta idea es va abandonar després que el maquillatge de Karloff semblava pobre a les proves de color de George Robinson.

### Rodatge i postproducció
La producció de Son of Frankenstein va començar el 17 d'octubre de 1938, però el rodatge es va retardar fins al 9 de novembre a causa de la insatisfacció de Lee amb el guió de Cooper. El repartiment ja tenia sou, així que l'estudi va donar ordres perquè Lee seguís endavant, la qual cosa va fer que el pressupost creixés a 500.000 dòlars. La manca d'un guió completat va fer que els actors rebessin pàgines acabades de escriure minuts abans que les escenes fossin configurades per ser filmades. La data de finalització de la producció es va ajornar del 10 al 17 de desembre. Segons l'actriu Josephine Hutchinson, el director Lee va fer una reescriptura al plató.
El rodatge es va retardar encara més per problemes com la pluja i el fred, que van obligar a Lee a aturar algunes filmacions. Al número del 30 de novembre de The Hollywood Reporter, Universal va anunciar que el personal treballava en el tall i la puntuació de Son of Frankenstein s'havia duplicat per complir la seva data de llançament programada. El cap dels departaments d'editorial, so i música - Maurice Pivar, Bernard B. Brown i Charles Previn, respectivament, van alertar el seu personal sobre la possibilitat de treballar fins a les vacances d'Any Nou per complir la data d'enviament de les 20 primeres còpies de la pel·lícula. El 24 de desembre el rodatge no s'havia acabat, i el repartiment i el grup van treballar fins a les 18:15 en lloc de l'acabament habitual del migdia.
La producció de la pel·lícula es va completar el 5 de gener de 1939. Dunagan va dir que la pel·lícula va passar factura a Karloff, ja que el maquillatge del monstre "l'estava castigant" pel seu pes, i que "quan vam acabar amb aquella pel·lícula, la meva sensació era que no li agradava aquest paper. I us puc assegurar que no li va agradar la disfressa, que li va haver de fer mal físicament". Son of Frankenstein va ser l'última aparició de Karloff com a el monstre de la sèrie, només el va retratar per a aparicions úniques al programa de televisió Route 66 i en un partit de beisbol d'estrelles. El 1948, Karloff va dir: "Després de Son, vaig decidir que el personatge ja no tenia cap potencialitat: el maquillatge feia tot el treball. Qualsevol persona que pugui maquillar-se cada matí mereix respecte".
Les unitats de postproducció només tenien uns dies abans de les dates de previsualització del 7 de gener. El primer tall de la pel·lícula va durar més de 100 minuts i es va reduir. El cost final de la producció va ser de 420.000 dòlars.

## Estrena

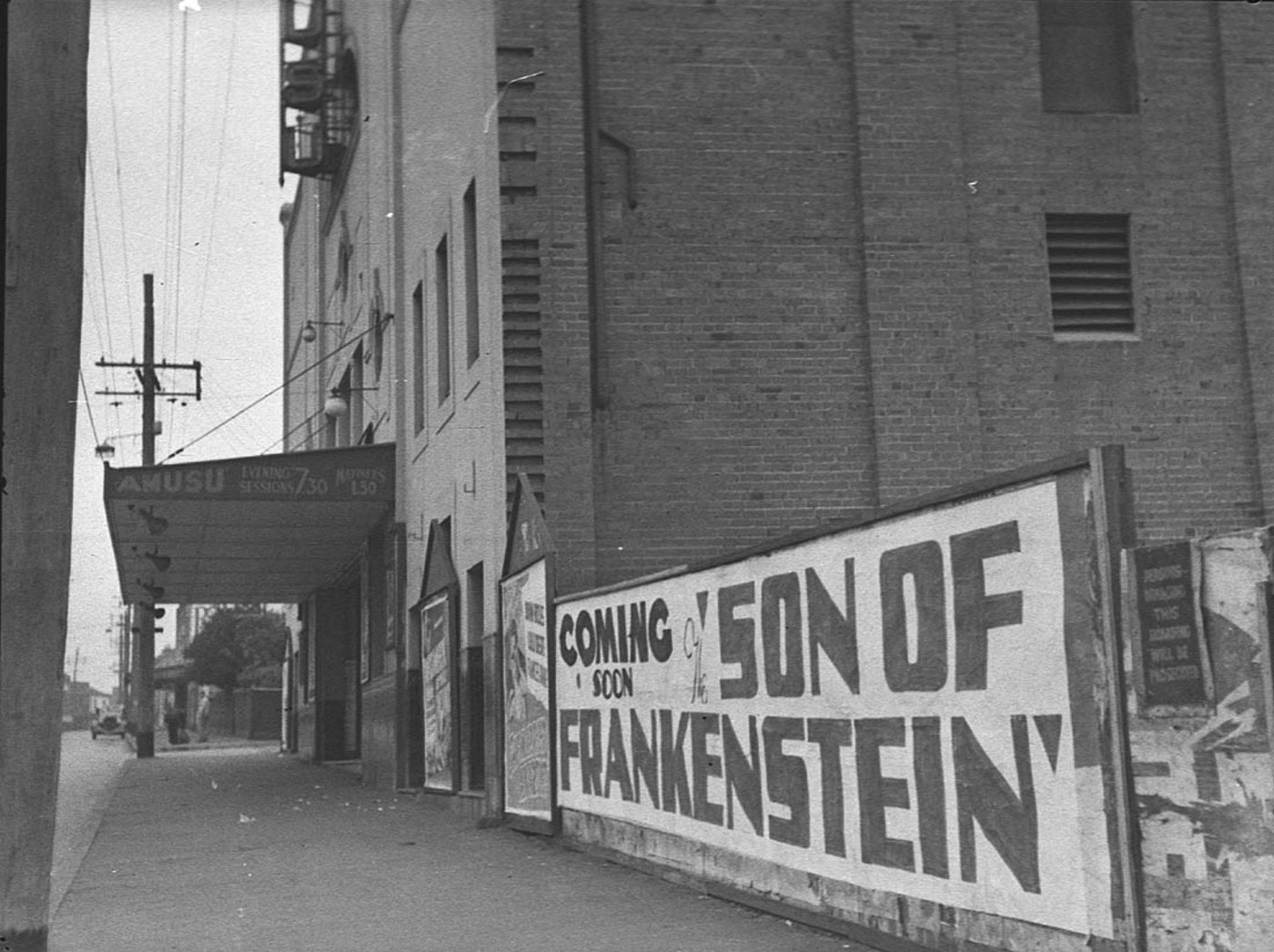
Foto de la imatge promocional de Son of Frankenstein de 1939.

Son of Frankenstein va ser distribuït en sales per Universal Pictures el 13 de gener de 1939. La pel·lícula va tenir un bon rendiment a la taquilla dels Estats Units; segons The Hollywood Reporter, la pel·lícula havia obtingut més beneficis que qualsevol pel·lícula de terror anterior a les estrenes clau de la ciutat. Els ingressos del primer cap de setmana a Los Angeles, Boston i Richmond va superar les de les estrenes anteriors de pel·lícules d'Universal a aquestes tres ciutats.
El 1948, Realart Pictures Inc. va assegurar els drets de reedició de la majoria de la biblioteca d'Universal Pictures, que incloïa les pel·lícules de monstres d'Universal. El 1952 la companyia va tornar a estrenar Son of Frankenstein als cinemes.
A finals de 1957, una filial de televisió de Columbia Pictures va reunir un paquet de pel·lícules d'Universal i les va projectar en una sèrie anomenada Shock Theatre als Estats Units. Aquesta sèrie incloïa Son of Frankenstein. Segons el llibre "Universal Horrors", la generació dels baby boomers va descobrir principalment aquests pel·lícules a través d'aquesta sèrie de televisió. El 1987, Universal/MCA va trobar una impressió sense tallar de Son of Frankenstein i va debatre si s'havia de llançar-lo o la versió editada més familiar en vídeo domèstic. La companyia es va decidir per aquesta última. La pel·lícula es va estrenar en DVD com a part de "The Monster Legacy Collection" i "Frankenstein: The Legacy Collection" el 27 d'abril de 2004.

## Recepció
Gary Don Rhodes va escriure que Son of Frankenstein va rebre "crítiques més fortes que les altres pel·lícules de terror generalment". Entre les crítiques contemporànies, The Hollywood Reporter va dir que la pel·lícula va ser "un nocaut per al seu tipus de producció, interpretació i efectes", perquè la direcció de Lee "manté un estat d'ànim esgarrifós, i l'humor ombrívol que tanmateix porta molt bé". The Motion Picture Herald va dir que la pel·lícula "és una obra mestra en la demostració de com els escenaris i els efectes de producció es poden convertir en actius posant èmfasi en el melodrama literari". Kate Cameron de The New York Daily News va dir que Lee "va crear una història estranya i va ha posat en funcionament la trama prou horror com per provocar calfreds i calfreds amunt i avall de l'esquena dels espectadors". B. R. Crisler de The New York Times va dir t La pel·lícula podria considerar-se "la pel·lícula més ximple que s'ha fet mai", però implementa "una estupidesa molt astuta, perpetrada per un bon director en les millors tradicions de l'horror cinematogràfic, de manera que fins i tot mentre us rieu de les seves ximpleries, us sorprendrà la idea que potser és una manera tan bona de gaudir d'una pel·lícula com qualsevol". En la ressenya de Variety, la pel·lícula es considera "ben muntada, ben dirigida i inclou [un] repartiment d'artistes capaços". El Monthly Film Bulletin deia "com que tota l'atmosfera de la pel·lícula està tan allunyada de la realitat quotidiana és impossible prendre els horrors molt seriosament", assenyalant per a una pel·lícula del seu gènere, "la producció és bona i d'una gran qualitat tècnica", i va elogiar les actuacions de Rathbone i Atwill.
Segons els autors del llibre Universal Horrors (2007), Son of Frankenstein és "l'última de les grans pel·lícules de Frankenstein", i "tots els aspectes de la pel·lícula, des de la interpretació fins als departaments tècnics, són de primer ordre", concloent que la pel·lícula és "d'abast grandiós, magnífic en disseny, va suplantar el romanticisme pintoresc i el delicat sabor fantàstic de La núvia de Frankenstein amb un enfocament cruent i expressionista de l'horror". Jim Hoberman de The Village Voice l'any 2011 va elogiar l'actuació de Lugosi com a Ygor, escrivint que "pràcticament roba la pel·lícula en el seu últim paper realment suculent". Richard Gilliam de AllMovie va dir que la pel·lícula és inusual a causa del seu alt nivell. qualitat tot i ser la tercera pel·lícula de la sèrie, i va assenyalar la "història forta, els bons motius de producció heretats i un repartiment excel·lent" i que la pel·lícula segueix sent un pas de les dues anteriors pel·lícules de Frankenstein.
Al llibre Horror Movies (2018), Kim Newman va dir que Lugosi estava en "el seu millor paper de pantalla", mentre que Atwill i Rathbone compensaven la manca de presència britànica del director James Whale. Les crítiques menys positives van esmentar l'absència de Whale com a director de la pel·lícula; Phil Edwards a Starburst a principis de la dècada de 1980 va dir que Son of Frankenstein no és "especialment novell i la història una mica trillada apunta el camí cap a la trista direcció que seguiria després els horrors d'Universal". James Marriott va descartar la pel·lícula com a inferior a les pel·lícules anteriors de James Whale de la sèrie, trobant que la trama era "molt desigual" i que "Karloff camina sonàmbul durant la seva actuació, deixant que Lugosi l'eclipsi".

## Llegat
Després de l'èxit de Son of Frankenstein, Universal va anunciar una pel·lícula de seguiment, The Ghost of Frankenstein, el 13 de novembre de 1941, dient que havien estat buscant un nou protagonista per interpretar. el monstre. L'endemà, el productor George Waggner va rebre instruccions per demanar el mateix tipus de maquillatge que portava Karloff per al nou actor, amb instruccions que canviar l'aparença pot "matar l'interès del seguidor de Frankenstein". Lon Chaney, Jr. va ser escollit per interpretar el monstre. The Ghost of Frankenstein fou estrenada el 13 de març de 1942.